# Комплекс SCF

Схема комплекса SCF

Ко́мплекс SCF (аббревиатура слагается из начальных букв трёх субъединиц комплекса: Skp1, Cul1, F-box) — белковое соединение, играющее существенную роль в регуляции клеточного цикла. В структуре комплекса, прежде всего, выделяют ядро, состоящее из трёх субъединиц: структурообразующего белка куллина, каталитического RING-домена и адаптерного белка. Через RING-домен с ядром комплекса SCF соединяется убиквитин-конъюгирующий фермент, который обеспечивает перенос молекулы убиквитина на белок-мишень. Через адаптерный домен с комплексом SCF соединяется субстрат-специфичный домен, обеспечивающий связывание целевого белка.
Функционально комплекс SCF представляет собой убиквитинлигазу и катализирует убиквитин-зависимый протеолиз белков-мишеней. На протяжении всего клеточного цикла ядро комплекса SCF пребывает в активном состоянии, но активность всего комплекса целиком регулируется двумя факторами: во-первых, присоединением соответствующего субстрат-специфичного домена, распознающего и связывающего целевые белки и, во-вторых, в большинстве случаев, мишени комплекса SCF должны быть фосфорилированы для их распознавания субстрат-специфичным доменом.
Важную роль комплекс SCF играет при переходе клетки из фазы G1 в S-фазу. На данном этапе SCF обеспечивает убиквитинирование и последующий протеолиз ингибиторов циклин-зависимых киназ, что ведёт к образованию циклин-киназных комплексов G1/S-Cdk, которые в свою очередь обеспечивают G1/S-переход.
Ещё одной установленной функцией комплекса SCF является участие в регуляции M-фазы. На данном этапе SCF, во-первых, убиквитинирует протеинкиназу Wee1, способствуя тем самым активации митотических циклин-киназ M-Cdk. Во-вторых, SCF убиквитинирует Emi1 — белок-ингибитор комплекса APC, обеспечивая переход клетки в анафазу митоза.

## Строение и классификация
В структуре комплекса SCF прежде всего выделяют ядро, состоящее из трёх субъединиц: структурообразующего белка куллина, каталитического RING-домена и адаптерного белка. Через RING-домен с ядром комплекса SCF соединяется убиквитин-конъюгирующий фермент (E2), который обеспечивает перенос молекулы убиквитина на белок-мишень. Через адаптерный домен с комплексом SCF соединяется субстрат-специфичный домен, обеспечивающий связывание целевого белка.
Аббревиатура SCF слагается из начальных букв трёх субъединиц комплекса: Skp1 (англ. S-phase kinase-associated protein 1 — «белок ассоциированный с киназами S-фазы 1»), Cul1 (англ. cullin 1 — «куллин 1»), F-бокс (англ. F-box).
На основании структурных различий выделяют как минимум три типа комплексов SCF: SCF1, SCF2 и SCF3. Порядковые номера служат для обозначения соответствующего куллина, входящего в состав SCF: Cul1, Cul2 или Cul3. Помимо этого, все три комплекса SCF различаются адаптерными доменами: для SCF1 — это Skp1, для SCF2 — EloB/C (англ. elongin B/C — «элонгин B/C»), а в комплексе SCF3 субстрат-специфический домен (BTB или POZ) контактирует непосредственно с субъединицей куллина Cul3, то есть выполняет одновременно субстрат-связующую и адаптерную функцию. Каждая группа SCF также различается характерным типом субстрат-специфического домена: для SCF1 — это белки группы F-box, для SCF2 — белки группы BC-box, для SCF3 — домен BTB/POZ (англ. BTB — broad complex/tramtrack/bric-a-brac; POZ — poxvirus zinc finger protein — «цинкосодержащий пальцевидный белок поксвируса»). Единственным общим элементом для всех трёх типов SCF является RING-домен — Rbx1 (англ. RING box protein-1 — «белок RING-бокс 1»), также называемый Roc1 (англ. regulator of cullins-1 — «регулятор куллинов 1»).
| Тип SCF                    | SCF (SCF1)               | SCF2/5               | SCF3           | SCF4           | SCF7           |
| -------------------------- | ------------------------ | -------------------- | -------------- | -------------- | -------------- |
| Куллин                     | Cul1/Cdc53               | Cul2 или Cul5        | Cul3           | Cul4 (4A, 4B)  | Cul7           |
| RING-домен                 | Rbx1/Roc1/Hrt1           | Rbx1/Roc1/Hrt1       | Rbx1/Roc1/Hrt1 | Rbx1/Roc1/Hrt1 | Rbx1/Roc1/Hrt1 |
| Адаптерный домен           | Skp1                     | Элонгин C, элонгин B | BTB/POZ        | ?              | Skp1           |
| Субстрат-специфичный домен | F-box (Skp2, Cdc4 и др.) | BC-box (SOCS box)    | BTB/POZ        | ?              | F-box (Fbw29)  |

## Функции
Комплекс SCF относится к подподклассу ферментов убиквитинлигаз и катализирует реакции убиквитинирования — ковалентного присоединения молекул убиквитина к целевым белкам. При этом маркированные в результате убиквитинирования целевые белки распознаются и расщепляются в 26S протеасомах. Распознавание целевых белков обеспечивает субстрат-специфичный домен в совтаве комплекса SCF.
Несмотря на структурное разнообразие SCF-подобных комплексов, пока остаётся неизвестной роль большинства из них. Фактически установлена роль лишь для комплексов группы SCF1 (Skp1-Cul1-Rbx1-F-box). При этом даже в пределах группы SCF1 насчитывается порядка 70 различных субстрат-специфичных доменов F-box, о функциях которых, в большинстве случаев, также пока мало известно.
Главной установленной функцией комплекса SCF является участие в регуляции клеточного цикла. Реализация данной функции обеспечивается соответствующими субстрат-специфичными доменами группы F-box: Skp2 (англ. S-phase kinase-associated protein 2 — «белок, ассоциированный с киназами S-фазы 2»), Fbw7 (англ. F-box and WD repeat domain-containing 7 — «домен F-бокс, содержащий WD-повтор 7»), β-TRCP (англ. beta-transducin repeat containing protein — «белок, содержащий повторные участки бета-трансдуцина»). Домен Skp2 позволяет комплексу SCF контролировать активность следующих регуляторов клеточного цикла: циклина D1, циклина E, p130Rb2, E2F1, а также активность группы ингибиторов циклин-зависимых киназ — p27kip1 (p27), p21Waf1/Cip1/Sdi1 (p21), p57kip2 (p57). С участием домена Fbw7 обеспечивается контроль регуляторов: c-myc, c-jun, циклина E, Notch. Домен β-TRCP даёт контроль над двумя важными регуляторами активности митотических циклин-зависимых киназ — киназой Wee1 и фосфатазой Cdc25. Помимо этого, β-TRCP контролирует активность бета-катенина и Emi1.
В течение интерфазы комплекс SCF регулирует активность следующих субстратов: Cdc25A; циклина D1; циклина E; циклин-зависимой киназы 2 (Cdk2); фактора репликации ДНК — Cdt1; белка p130; ингибиторов циклин-зависимых киназ — p21, p27, p57; транскрипционного фактора E2F1. Важную роль комплекс SCF играет при переходе клетки из фазы G1- в S-фазу. На данном этапе SCFSkp2 обеспечивает убиквитинирование и последующий протеолиз ингибиторов циклин-зависимых киназ. что ведёт к образованию циклин-киназных комплексов G1/S-Cdk, которые в свою очередь обеспечивают G1/S-переход. По окончании перехода из G1-фазы в S-фазу G1/S-циклины (циклин E, циклин D1) разрушаются при участии комплекса SCF.
Вторым важным участком, на котором тоже реализуются функции комплекса SCF, является M-фаза. На данном этапе SCFβ-TRCP, во-первых, убиквитинирует протеинкиназу Wee1, способствуя тем самым активации митотических циклин-киназ M-Cdk. Во-вторых, SCFβ-TRCP убиквитинирует Emi1 — белок-ингибитор комплекса APC, обеспечивая переход клетки в анафазу митоза.

## Регуляция
На протяжении всего клеточного цикла ядро комплекса SCF пребывает в активном состоянии, но активность всего комплекса целиком регулируется двумя факторами: во-первых, присоединением соответствующего субстрат-специфичного домена, распознающего и связывающего целевые белки, и, во-вторых, в большинстве случаев мишени комплекса SCF должны быть фосфорилированы для их распознавания субстрат-специфичным доменом.
В плане регуляции стоит также отметить взаимодействие комплекса SCF с ещё одной регуляторной убиквитинлигазой клеточного цикла — комплексом стимуляции анафазы (англ. APC).
Обе убиквитинлигазы — SCF и APC — могут контролировать активность одних и тех же субстратов. Например, у делящихся дрожжей циклин S-фазы (Cig2) контролируется и со стороны APC, и со стороны SCFPop1/2. В клетках человека сходный двусторонний контроль наблюдается применительно к фосфатазе Cdc25A. На протяжении фазы G1 активность Cdc25A сдерживается комплексом APCCdh1. После этого, в S-фазе клеточного цикла, SCFβ-TRCP контролирует активность Cdc25A в зависимости от наличия повреждений ДНК.
Ещё одной особенностью SCF и APC является взаимозависимая регуляция активности обеих убиквитинлигаз. В течение фазы G1 комплекс APCCdh1 участвует в убиквитинировании субстрат-распознающей субъединицы Skp2, тем самым достигается сдерживаение активности комплекса SCF. Далее, при переходе клетки из фазы G1 в S-фазу, активированный комплекс SCFSkp2 обеспечивает убиквитинирование и последующий протеолиз ингибиторов циклин-зависимых киназ, что ведёт к образованию циклин-киназных комплексов G1/S-Cdk (например, циклин A-Cdk2). Активированные циклин-киназы G1/S-Cdk фосфорилируют субъединицу Cdh1, деактивируя, таким образом, комплекс APC. Наконец, в ранней M-фазе SCFβ-TRCP инициирует протеолиз Emi1 — белка-ингибитора субъединицы Cdc20, которая входит в состав комплекса APCCdc20. Удаление ингибитора Emi1 обеспечивает активацию комплекса APC.